# 히로세 유야
히로세 유야(広瀬裕也, 1996년 4월 9일 ~ )는 일본의 남자 성우이다. 아트비전 소속.
지바현 출신.

## 작품

### 극장판 애니메이션
- 2021년 곶의 마요이가